# Liste der Pfarren im Dekanat Wels-Stadt
Das Dekanat Wels-Stadt war ein Dekanat der römisch-katholischen Diözese Linz. Es wurde 2021 aufgelöst und die Pfarren dem Dekanat Wels zugeordnet.

## Pfarren mit Kirchengebäuden und Kapellen
| Pfarre               | Pfarrverband | Ink.                     | Patrozinium             | Kirchengebäude und Kapellen                                                  | Bild                               |
| -------------------- | ------------ | ------------------------ | ----------------------- | ---------------------------------------------------------------------------- | ---------------------------------- |
| Wels-Heilige Familie | Wels-Stadt   |                          | Hl. Familie             | Pfarrkirche Wels-Heilige Familie                                             | Pfarrkirche Wels, Heilige Familie  |
| Wels-Herz Jesu       | Wels-Stadt   | Steyler Missionare (SVD) | Hlgst. Herz Jesu        | Herz-Jesu-Kirche Kapelle im Bildungshaus Schloss Puchberg                    | Pfarrkirche Wels, Herz-Jesu-Kirche |
| Wels-St. Franziskus  | Wels-Stadt   |                          | Hl. Franz von Assisi    | Pfarrkirche Wels-St. Franziskus                                              | Pfarrkirche Wels, St. Franziskus   |
| Wels-Pernau          | Wels-Stadt   |                          | Hl. Josef der Arbeiter  | Pfarrkirche Wels-Pernau                                                      | Pfarrkirche Wels – Pernau          |
| Wels-Lichtenegg      | Wels-Stadt   |                          | Hl. Stephanus           | Pfarrkirche Wels-Lichtenegg                                                  |                                    |
| Wels-Stadtpfarre     | Wels-Stadt   |                          | Hl. Johannes Evangelist | Stadtpfarrkirche Wels Filialkirche in der Vorstadt, Kalvarienbergkirche Wels | Stadtpfarrkirche Wels              |

## Dekanat Wels-Stadt
Das Dekanat umfasste sechs Pfarren.
Dechanten
- bis 2015 Slawomir Dadas, nun Generaldechant
- 2015–2021 Peter Neuhuber, Pfarrer in Wels-Lichtenegg[1]